# Porwanie samolotu Horizon Air
Porwanie samolotu Horizon Air – zdarzenie, do którego doszło 10 sierpnia 2018 roku. Skradziono wówczas samolot Bombardier Dash 8 Q400 linii lotniczych Horizon Air z międzynarodowego lotniska Seattle-Tacoma w SeaTac w stanie Waszyngton. Sprawca, 29-letni Richard Russell, był pracownikiem obsługi naziemnej Horizon Air bez doświadczenia w pilotażu. Wykonał on nieautoryzowany start, przez co dwa myśliwce McDonnell Douglas F-15 Eagle zostały wysłane w celu przechwycenia porwanego samolotu. Kontrola ruchu lotniczego SeaTac nawiązała kontakt radiowy z Russellem, jedyną osobą na pokładzie, który określił siebie jako „złamanego człowieka, który pewnie ma poluzowanych kilka śrub”. Około godziny i 15 minut po starcie Russell popełnił samobójstwo, celowo rozbijając samolot na słabo zaludnionej wyspie Ketron w Puget Sound. 

## Samolot
Porwanym samolotem był Bombardier Dash 8 Q400, należący do Horizon Air (wykonujący loty dla Alaska Airlines) o rejestracji N449QX i numerze seryjnym 4410. W 2012 roku odbył pierwszy lot i został dostarczony do Horizon Air. 10 sierpnia 2018 roku wylądował na międzynarodowym lotnisku Seattle-Tacoma o godzinie 13:35 czasu lokalnego po południu, po locie z miejscowości Victoria w Kolumbii Brytyjskiej. Tego dnia nie planowano ponownego lotu z jego udziałem. 

## Porwanie
Samolot został skradziony z miejsca oznaczonego jako „Plane Cargo 1” na północnym krańcu lotniska SeaTac. Maszyna następnie kołowała do pasa 16C drogą kołowania. Kontrola lotów w Seattle prosiła kilka razy samolot o podanie swojego identyfikatora lotu, nie otrzymała jednak odpowiedzi. Pobliski odrzutowiec Alaska Airlines znajdujący się na ziemi poinformował, że samolot zaczął startować. Nieautoryzowany start odbył się o 19:32 czasu lokalnego (02:32 UTC, 11 sierpnia). W odpowiedzi dwa myśliwce F-15 z 142. Skrzydła Myśliwskiego pod dowództwem NORAD zostały wysłane około 20:15 czasu lokalnego z bazy Portland Air National Guard w celu przechwycenia porwanego samolotu. Oba były uzbrojone w pociski powietrze-powietrze AIM-9 Sidewinder i AIM-120 AMRAAM. Myśliwce te leciały w prędkości naddźwiękowej, generując grom dźwiękowy w drodze do Puget Sound. Poza myśliwcami, została wysłana również latająca cysterna Stratotanker KC-135R z bazy sił powietrznych Fairchild w celu wsparcia wysłanych F-15. Loty do lotniska SeaTac zostały tymczasowo zawieszone. 
Kontrola ruchu lotniczego Seattle-Tacoma utrzymywała kontakt radiowy z pilotem. Transmisje odbywały się na otwartej częstotliwości i były szybko publikowane w serwisach społecznościowych. Pilot powiedział: „jestem złamanym człowiekiem, pewnie mam poluzowanych kilka śrub. Nigdy do tej pory tak naprawdę o tym nie wiedziałem”. Kiedy kontroler ruchu lotniczego zasugerował, żeby samolot wylądował na Joint Base Lewis – McChord, pilot odmówił: „Ci faceci mnie zabiją, jeśli spróbuję tam wylądować. Myślę, że mogę też coś tam zniszczyć. Nie chciałbym tego robić”. Zapytał kontrolera, czy mógłby dostać pracę jako pilot w Alaska Airlines, gdyby udało mu się szczęśliwie wylądować. Kontroler odpowiedział: „myślę, że dadzą ci pracę, jeśli uda ci się wylądować”, na co odpowiedział „Taa, jasne!” nie dowierzając kontrolerowi. Mówił o chęci wykonania „kilku manewrów, aby zobaczyć, co ten [samolot] może zrobić”. Stwierdził, że nie chce nikogo skrzywdzić, a w ostatnich minutach komunikacji przeprosił swoich przyjaciół i rodzinę. Pod koniec lotu samolot został sfilmowany w momencie, kiedy pilot wykonywał nim akrobacje nad Puget Sound. Zdjęcia tych akrobacji pojawiły się w mediach społecznościowych. Doświadczony pilot powiedział, że manewry „wydawały się całkiem nieźle wykonane, bez przeciągnięcia”. Kiedy kontroler ruchu lotniczego poprosił Richarda o to, żeby spróbował wylądować samolotem po wykonaniu beczki, pilot przyznał, że nie spodziewał się, że przeżyje akrobację. Dodał, że „nie planował lądowania”. 
Dwa F-15 próbowały skierować samolot w kierunku Oceanu Spokojnego, nie strzelając do niego. Q400 ostatecznie rozbił się o 20:43 czasu lokalnego na wyspie Ketron w Puget Sound, w hrabstwie Pierce w stanie Waszyngton, zabijając pilota i niszcząc samolot. Załoga okolicznego holownika zareagowała jako pierwsza. Strażacy z West Pierce Fire and Rescue i innych pobliskich oddziałów przybyli na wyspę około 1,5 godziny po katastrofie, z powodu czekania na prom na wyspie Steilacoom – Anderson. Pożar spowodowany katastrofą o powierzchni 2 akrów został stłumiony przez brak wiatru i został ugaszony następnego ranka. 

## Śledztwo
Biuro szeryfa hrabstwa Pierce podziękowało wszystkim za dokładne informacje i 11 sierpnia potwierdziło, że to agencje federalne będą prowadzić dochodzenie, głównie biuro Federalnego Biura Śledczego (FBI) w Seattle. Śledztwo wykazało, że sprawca, zidentyfikowany jako 29-letni Richard Russell, był samobójcą. Stwierdziło również, że jego działania nie mają podłoża terrorystycznego. Brad Tilden, dyrektor generalny Alaska Air Group, ogłosił tego samego dnia, że linia lotnicza współpracuje z Federalną Administracją Lotnictwa (FAA), FBI oraz Krajową Radą Bezpieczeństwa Transportu (NTSB) i „pracuje nad tym, aby dowiedzieć się o wszystkim, co się stało”. 12 sierpnia FBI stwierdziło, że wydobyło z wraku rejestrator danych lotu wraz z elementami rejestratora głosu w kabinie. Sprzęt został wysłany do Krajowej Rady Bezpieczeństwa Transportu w celu odczytania zapisanych informacji. 
9 listopada FBI oświadczyło, że zakończyło dochodzenie. Przesłanki terrorystyczne zostały wykluczone i stwierdzono, że Russell działał sam. Ostateczne zniżanie lotu na Wyspę Ketron zostało uznane za celowe, a samobójstwo zostało wymienione jako sposób śmierci. FBI oświadczyło: „Wywiady z kolegami z pracy, przyjaciółmi i rodziną, oraz przegląd wiadomości tekstowych wymienianych z Russellem podczas incydentu nie zidentyfikowały żadnych informacji, które sugerowałyby, że kradzież samolotu była związana z szerszą działalnością przestępczą lub ideologią terrorystyczną. Chociaż badacze otrzymali informacje o pochodzeniu Russella, możliwych stresorach i życiu osobistym, żaden element nie dawał wyraźnej motywacji działań Russella”.

## Sprawca
Richard Russell był pracownikiem obsługi naziemnej Horizon Air w Sumner w stanie Waszyngton. Od 4 lat był członkiem zespołu holowniczego, którego zadaniem było zmienianie pozycji samolotu na płycie lotniska. Kierownik operacyjny Horizon Air opisał Russella jako „spokojnego faceta”, który był „lubiany przez innych pracowników”. Miasto SeaTac ma minimalną płacę 15 USD za godzinę, ale nie dotyczy to pracowników linii lotniczych takich jak agenci naziemni Horizon Air. Podczas komunikacji z kontrolerem ruchu lotniczego Russell skarżył się na płace. 
Russell urodził się w Key West na Florydzie, a następnie w wieku siedmiu lat przeniósł się do miasta Wasilla na Alasce. Uczęszczał do Wasilla High School, gdzie uprawiał lekkoatletykę. Wśród przyjaciół i rodziny był znany jako „Beebo”. Był żonaty od 2012 roku. Poznał swoją żonę w 2011 roku na spotkaniu Campus Crusade for Christ w Southwestern Oregon Community College. Razem założyli piekarnię w North Bend w stanie Oregon. Sprzedali ją w 2015 roku, aby jego żona mogła być bliżej swojej rodziny; osiedlili się w Sumner w Waszyngtonie, a Russell znalazł zatrudnienie w Horizon Air. Był zapalonym podróżnikiem i uczęszczał na kampus Washington State University Global University, kształcąc się w dziedzinie nauk społecznych. Planował zdobyć stanowisko kierownicze w Horizon Air lub zostać oficerem wojskowym po uzyskaniu dyplomu. Był aktywny w swoim lokalnym kościele. Był również przywódcą lokalnej chrześcijańskiej posługi młodzieży Młodego Życia. 
Gary Beck, dyrektor generalny Horizon Air, stwierdził, że z tego co wiedziała firma, Russell nie miał licencji pilota. Beck stwierdził, że manewry lotnicze były „niewiarygodne” i że „nie wiedział, jak [Russell] osiągnął to, co zrobił”. Podczas rozmowy z kontrolą ruchu lotniczego Russell powiedział, że „wiedział trochę, co robi”, ponieważ miał doświadczenie w grach wideo. Prawdopodobnie miał na myśli Microsoft Flight Simulator. Ze względu na między innymi wątek gier video, incydent był szeroko komentowany w serwisie 4chan, gdzie powstało wiele memów i gdzie narodził się pośmiertny, internetowy pseudonim Richarda „Beebo Russella” – „Sky King”. O pośmiertnej popularności Russella w internecie świadczy także to, iż doczekał się on własnej strony w serwisie Know Your Meme, który dokumentuje najpopularniejsze internetowe fenomeny.  
Po incydencie Joel Monteith, pilot SkyWest Airlines, przekazał dyspozytorowi awaryjnemu, że w 2017 r. zobaczył Russella i innego mężczyznę „wciskającego i obracającego przełączniki” w kokpicie samolotu SkyWest zaparkowanego na lotnisku Seattle – Tacoma. Monteith oświadczył, że mężczyźni powiedzieli mu, że trenują korzystanie z APU samolotu aby mogli go holować. Monteith stwierdził, że było to „podejrzane”, a mężczyźni odeszli zaraz po jego przyjściu. Stwierdził również, że Russell był kiedyś z nim w kokpicie Embraera 175, a Russell pytał go o „rzeczy, które należy wykonać przed startem”. 
Rodzina Russella wydała oświadczenie 11 sierpnia, stwierdzając, że byli „oszołomieni i załamani” i „zdruzgotani”.